# Lil Eazy-E
Eric Darnell Wright (Compton, California; 23 de abril de 1984), más conocido por su nombre artístico Lil Eazy-E, es un rapero estadounidense y activista del VIH, hijo mayor del rapero Eazy-E. Nació y creció en Compton y se convirtió en un miembro de la pandilla local Kelly Park Compton Crip, en la misma casa donde Eazy-E creció. Lil Eazy tenía 10 años cuando su padre murió a causa de complicaciones con el sida.

## 2002-presente: Inicios y Prince of Compton
Lil Eazy hizo un remix del éxito de su padre "Eazy-Er Said Than Dunn" como tributo a Eazy-E. La canción se llama "Lil Eazy-Er Said" y aparece en Eternal E - Gangsta Memorial Edition.
Lil Eazy hizo un cameo en el video musical del tema "Certified Gangstas" de Jim Jones, Cam'ron y el nativo de Compton The Game. También realizó una canción para el videojuego True Crime: Streets of L.A. titulada "Get Cracking".
El primer álbum del rapero es Prince of Compton, lanzado en verano de 2006, en el que colaboran artistas como DJ Yella, Bone Thugs-N-Harmony o Ice Cube. El primer sencillo es "This Ain't a Game" con Bone Thugs-N-Harmony.

### The Life And Timez of Eric Wright
Lil Eazy lanzó un documental sobre su padre titulado The Life and Times of Eric Wright, junto a un álbum póstumo de Eazy-E, llamado Impact of a Legend, en el que también incluía su propio documental de mismo nombre, producido separadamente.

## Discografía
- 2006: Prince of Compton
- 2023: The Legacy (ft. Daz Dillinger)

### Sencillos
- 2006: This Ain't A Game (ft. Bone Thugs-N-Harmony)
- 2006: Gangsta Shit